# Composición con rojo, azul y amarillo.

Composición en Rojo, Azul y Amarillo es una pintura de 1930 de Piet Mondrian, un artista holandés que fue una figura importante del movimiento neoplasticista. El cuadro consiste en gruesas pinceladas negras que definen los bordes de los rectángulos de colores. Como propone el título, los únicos colores que se utilizan además del blanco y el negro son el rojo, el azul y el amarillo. La obra es muy similar a la Composición II de Mondrian de 1930 en Rojo, Azul y Amarillo. Según Stephanie Chadwick, una profesora  de historia del arte en la Universidad Lamar, "La composición de Mondrian en rojo, azul y amarillo demuestra su compromiso con los opuestos relacionales, la asimetría y los puros planos de color. Mondrian compuso esta pintura como una armonía de contrastes que representa tanto el equilibrio como la tensión de las fuerzas dinámicas." 